# San Andrés Sajcabajá
San Andrés Sajcabajá («San Andrés»: en honor a su santo patrono Andrés Apóstol) es un municipio del departamento de Quiché, en la República de Guatemala.  El municipio tiene un territorio de 446 km² y está conformada del pueblo de San Andrés Sajcabajá, y sesenta y dos comunidades rurales. La gran mayoría de la población (89%) pertenece a la etnia k'iche'. 
Durante la época colonial fue parte de la doctrina que tuvieron los frailes dominicos en Sacapulas hasta 1754 y luego de la Independencia de Centroamérica en 1821 fue parte del distrito de Quiché en el departamento de Sololá Suchitepéquez.  Después de la Revolución Liberal de 1871, el gobierno provisorio de Miguel García Granados creó el departamento de Quiché y San Andrés Sajcabajá ha estado en él desde entonces.
Durante la Guerra Civil de Guatemala se vio seriamente afectado cuando un destacamento del Ejército de Guatemala utilizó los antiguos convento y templo dominicos como base para sus enfrentamientos con el Ejército Guerrillero de los Pobres, que tenía su área de operaciones en el departamento de Quiché; tras recuperar las instalaciones para el clero secular en 1983, la Iglesia Católica reportó daños considerables en la estructura y la existencia de algunos cementerios clandestinos en el interior del convento e iglesia.

## División política
San Andrés Sajcabajá está dividido en diez micro-regiones:
| Microrregión | Listado                                                                                                 |
| ------------ | --- |
| 1            | - Mixcolajá - Santa Elena - Parcelas - Pixcay - Agua Hedionda - Chinantón - Camanchaj - Pujerjá         |
| 2            | Chixpach, Chilil I, Chilil II y Chusanyab                                                               |
| 3            | Ixcabuleu, Chustum y Chivoy, Chiguanchoc y Xepetzac                                                     |
| 4            | Chinillá, Pantzac - Tucunel, Caculjá y Tzitzimá                                                         |
| 5            | - Limón - Sabaquiej - Xejuyup - Llano Grande - Lililla I - Lilillá II - Tyzampoclaj - Quiejcujal        |
| 6            | - Agostadero I - Agostadero II - Buena Vista - Chicajac - Chacal - Las Casas - Catoyac – Parraquená     |
| 7            | - Xetulup - Xabaj I - Xabaj II - Rijuyub I - Rijuyub II - La Cumbre - Churraché I - Churraché II        |
| 8            | - San José Sacaj - Mangales - Tintuleu - Piedras Negras - Patzac - Pizuan - Sacaj - Vega del Zope       |
| 9            | Tonolagic, Platanar y Chimisiguan                                                                       |
| 10           | - Chicoxop - Pachalum I - Pachalum II - Paxejá - Xoljá - Agua Caliente - Canoas - San Andrés - Pajquiej |

## Geografía física
El municipio de San Andrés Sajcabajá está situado en la Sierra de Chuacús. El pueblo y las comunidades rurales se encuentran a una altitud que varía entre 1000 y 2000 m s. n. m.
Por su carácter montañoso, más de 77% del territorio del municipio tiene una vocación forestal y no es adecuado para otro tipo de producción agrícola.

### Clima
El clima es relativamente tropical, con temperaturas medias que oscilan entre 12 °C y 24 °C, y una precipitación anual entre 1000 - 2000 mm; en la cabecera municipal el clima es (Clasificación de Köppen: Am)
| Parámetros climáticos promedio de San Andrés Sajcabajá | Parámetros climáticos promedio de San Andrés Sajcabajá | Parámetros climáticos promedio de San Andrés Sajcabajá | Parámetros climáticos promedio de San Andrés Sajcabajá | Parámetros climáticos promedio de San Andrés Sajcabajá | Parámetros climáticos promedio de San Andrés Sajcabajá | Parámetros climáticos promedio de San Andrés Sajcabajá | Parámetros climáticos promedio de San Andrés Sajcabajá | Parámetros climáticos promedio de San Andrés Sajcabajá | Parámetros climáticos promedio de San Andrés Sajcabajá | Parámetros climáticos promedio de San Andrés Sajcabajá | Parámetros climáticos promedio de San Andrés Sajcabajá | Parámetros climáticos promedio de San Andrés Sajcabajá | Parámetros climáticos promedio de San Andrés Sajcabajá |
| Mes                                                    | Ene.                                                   | Feb.                                                   | Mar.                                                   | Abr.                                                   | May.                                                   | Jun.                                                   | Jul.                                                   | Ago.                                                   | Sep.                                                   | Oct.                                                   | Nov.                                                   | Dic.                                                   | Anual                                                  |
| ------------------------------------------------------ | ------------------------------------------------------ | ------------------------------------------------------ | ------------------------------------------------------ | ------------------------------------------------------ | ------------------------------------------------------ | ------------------------------------------------------ | ------------------------------------------------------ | ------------------------------------------------------ | ------------------------------------------------------ | ------------------------------------------------------ | ------------------------------------------------------ | ------------------------------------------------------ | ------------------------------------------------------ |
| Temp. máx. media (°C)                                  | 25.8                                                   | 26.6                                                   | 28.1                                                   | 28.3                                                   | 28.2                                                   | 26.9                                                   | 26.7                                                   | 26.8                                                   | 26.2                                                   | 25.7                                                   | 25.6                                                   | 25.1                                                   | 26.7                                                   |
| Temp. media (°C)                                       | 19.2                                                   | 19.4                                                   | 21.0                                                   | 21.6                                                   | 21.9                                                   | 21.6                                                   | 21.2                                                   | 21.1                                                   | 20.6                                                   | 20.3                                                   | 19.6                                                   | 19.5                                                   | 20.6                                                   |
| Temp. mín. media (°C)                                  | 12.7                                                   | 12.9                                                   | 13.9                                                   | 15.0                                                   | 15.6                                                   | 16.3                                                   | 15.8                                                   | 15.5                                                   | 15.1                                                   | 15.0                                                   | 13.7                                                   | 13.1                                                   | 14.6                                                   |
| Precipitación total (mm)                               | 40                                                     | 39                                                     | 44                                                     | 71                                                     | 178                                                    | 387                                                    | 309                                                    | 252                                                    | 341                                                    | 271                                                    | 116                                                    | 58                                                     | 2106                                                   |
| Fuente: Climate-Data.org                               |                                                        |                                                        |                                                        |                                                        |                                                        |                                                        |                                                        |                                                        |                                                        |                                                        |                                                        |                                                        |                                                        |

### Ubicación geográfica
El municipio de San Andrés Sajcabajá está rodeado por municipios del departamento de Quiché:
- Norte: Cunén y Uspantán
- Sur: Chinique y Chiché[7]
- Sureste: Zacualpa
- Este: Canillá
- Oeste: Sacapulas, San Bartolomé Jocotenango y Santa Cruz del Quiché[7]

|                                                                  | Norte: Cunén Uspantán |                   |
| Oeste: Sacapulas San Bartolomé Jocotenango Santa Cruz del Quiché |                       | Este: Canillá     |
|                                                                  | Sur: Chinique Chiché  | Sureste: Zacualpa |

## Gobierno municipal
Los municipios se encuentran regulados en diversas leyes de la República, que establecen su forma de organización, lo relativo a la conformación de sus órganos administrativos y los tributos destinados para los mismos.  Aunque se trata de entidades autónomas, se encuentran sujetos a la legislación nacional y las principales leyes que los rigen desde 1985 son:
| N.º | Ley                                                | Descripción |
| --- | -------------------------------------------------- | --- |
| 1   | Constitución Política de la República de Guatemala | Tiene una regulación legal específica para los municipios en los artículos 253 al 262. |
| 2   | Ley Electoral y de Partidos Políticos              | Ley de carácter constitucional aplicable a los municipios en el tema de la conformación de sus autoridades electas. |
| 3   | Código Municipal                                   | Decreto 12-2002 del Congreso de la República de Guatemala. Tiene la categoría de ley ordinaria y contiene preceptos generales aplicables a todos los municipios, e inclusive contiene legislación referente a la creación de los municipios.             |
| 4   | Ley de Servicio Municipal                          | Decreto 1-87 del Congreso de la República de Guatemala. Regula las relaciones entra la municipalidad y los servidores públicos en materia laboral. Tiene su base constitucional en el artículo 262 de la constitución que ordena la emisión de la misma. |
| 5   | Ley General de Descentralización                   | Decreto 14-2002 del Congreso de la República de Guatemala. Regula el deber constitucional del Estado, y por ende del municipio, de promover y aplicar la descentralización y desconcentración económica y administrativa.                                |

El gobierno de los municipios está a cargo de un Concejo Municipal mientras que el código municipal —ley ordinaria que contiene disposiciones que se aplican a todos los municipios— establece que «el concejo municipal es el órgano colegiado superior de deliberación y de decisión de los asuntos municipales […] y tiene su sede en la circunscripción de la cabecera municipal»; el artículo 33 del mencionado código establece que «[le] corresponde con exclusividad al concejo municipal el ejercicio del gobierno del municipio».
El concejo municipal se integra con el alcalde, los síndicos y concejales, electos directamente por sufragio universal y secreto para un período de cuatro años, pudiendo ser reelectos.
Existen también las Alcaldías Auxiliares, los Comités Comunitarios de Desarrollo (COCODE), el Comité Municipal del Desarrollo (COMUDE), las asociaciones culturales y las comisiones de trabajo. Los alcaldes auxiliares son elegidos por las comunidades de acuerdo a sus principios y tradiciones, y se reúnen con el alcalde municipal el primer domingo de cada mes, mientras que los Comités Comunitarios de Desarrollo y el Comité Municipal de Desarrollo organizan y facilitan la participación de las comunidades priorizando necesidades y problemas.

## Historia
En el periodo precolombino el área era conocido como Sajcabajá y estaba poblado por una de las capulas del reino k'iche' de Q'umarkaj. Estaba en una posición casi central del reino y en el corazón histórico de la etnogénesis k'iche'; era también la región donde los migrantes de Tula se asentaron. Según el Título de los señores de Totonicapán, los pueblos que serán los k'iche' se instalaron en el lugar llamado Pat'zak (al norte del cerro Achiote cerca del caserío Paxagüex) en la región de Sajcabajá, antes de extenderse hacia Jak'awitz desde donde decidieron. en alianza con los toltecas de Sacapulas. fundar la nueva capital del reino Q'umarkaj en el siglo XXIII. El Título de Totonicapán también evidencia que era en la región de Sajcabajá donde los pueblos k'iche's de las tierras bajas del Lacandón se pusieron en contacto con las tierras altas de Guatemala. Aproximadamente un siglo antes de la fundación del reino de Q'umarkaj, hubo migraciones desde Pat'zak a Jak'awitz, habiendo un asentamiento en el cerro Achiote cerca del actual San Andrés Sajcabajá a comienzos del siglo XII.

### Colonia española: doctrina de los dominicos

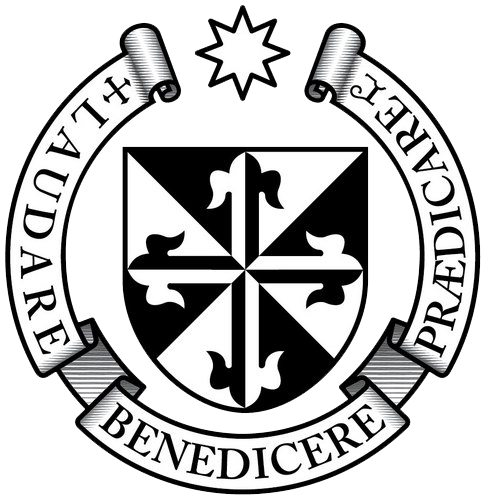
Escudo de la Orden de Predicadores.

Después de haber vencido al ejército k'iche' bajo el mando de Tecún Umán, los españoles establecieron su presencia en Sajcabajá entre 1552 y 1580, cuando el convento Dominicano de Sacapulas fue puesto a cargo de la conversión de la población a través del sistema de reducciones.  Durante el inicio del periodo colonial, San Andrés Sajcabajá era una escala en el camino entre Joyabaj y Sacapulas en el Camino Real conectando la capital de Guatemala (en aquel tiempo situado en Tecpán) con Chiapas.
La Corona española se enfocó en la catequización de los indígenas; las congregaciones fundadas por los misioneros reales en el Nuevo Mundo fueron llamadas «doctrinas de indios» o simplemente «doctrinas». Originalmente, los frailes tenían únicamente una misión temporal: enseñarle la fe católica a los indígenas, para luego dar paso a parroquias seculares como las establecidas en España; con este fin, los frailes debían haber enseñado los evangelios y el idioma español a los nativos. Ya cuando los indígenas estuvieran catequizados y hablaran español, podrían empezar a vivir en parroquias y a contribuir con el diezmo, como hacían los peninsulares.
Pero este plan nunca se llevó a cabo, principalmente porque la corona perdió el control de las órdenes regulares tan pronto como los miembros de éstas se embarcaron para América. Por otra parte, protegidos por sus privilegios apostólicos para ayudar a la conversión de los indígenas, los misionares solamente atendieron a la autoridad de sus priores y provinciales, y no a la de las autoridades españolas ni a las de los obispos. Los provinciales de las órdenes, a su vez, únicamente rendían cuentas a los líderes de su orden y no a la corona; una vez habían establecido una doctrina, protegían sus intereses en ella, incluso en contra de los intereses del rey y de esta forma las doctrinas pasaron a ser pueblos de indios que se quedaron establecidos para todo el resto de la colonia.

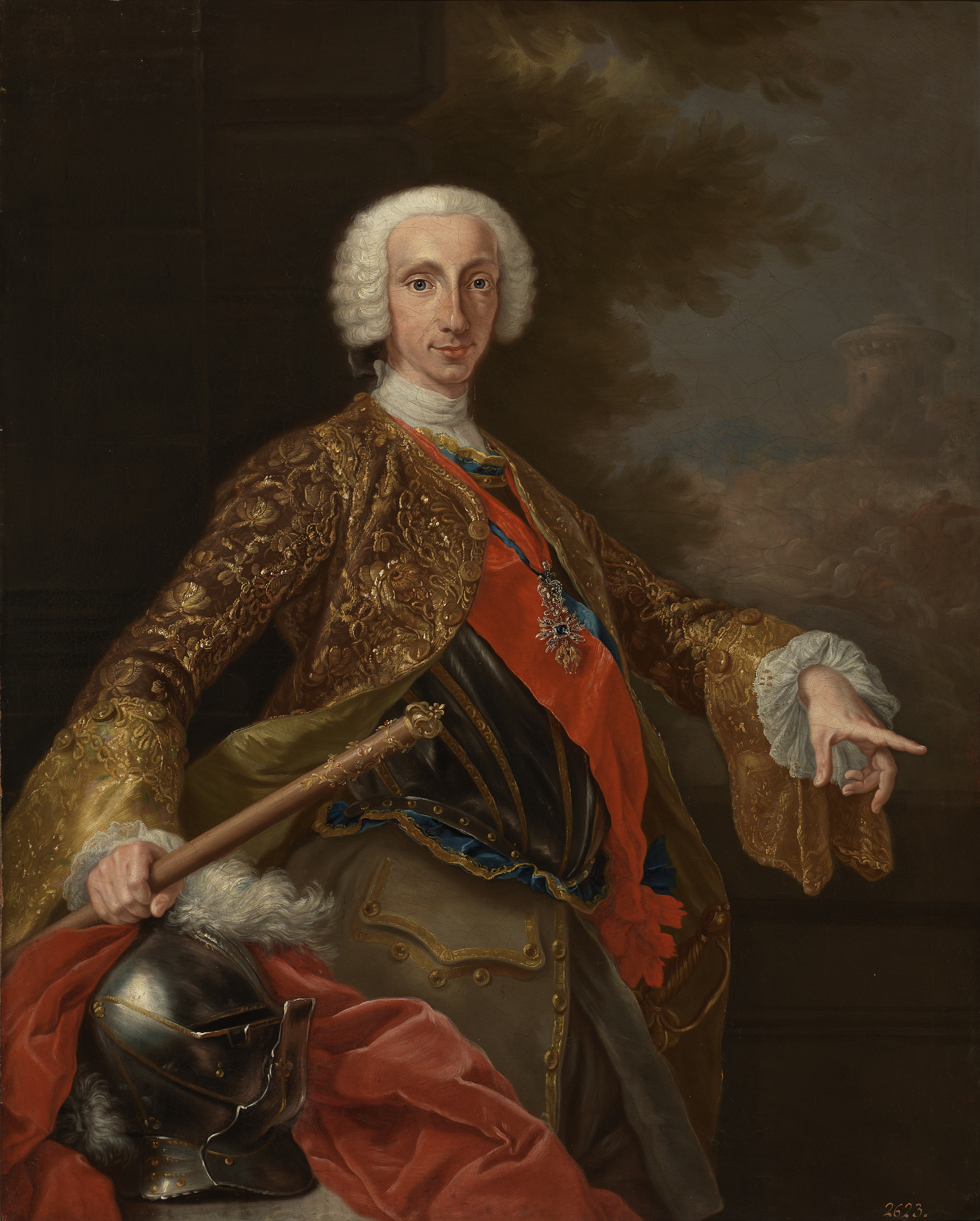
Rey Carlos III de España, promotor de las reformas borbónicas.

Las doctrinas fueron fundadas a discreción de los frailes, ya que tenían libertad completa para establecer comunidades para catequizar a los indígenas, con la esperanza de que estas pasaran con el tiempo a la jurisdicción de una parroquia secular a la que se le pagaría el diezmo; en realidad, lo que ocurrió fue que las doctrinas crecieron sin control y nunca pasaron al control de parroquias. La administración colectiva por parte del grupo de frailes eran la característica más importante de las doctrinas ya que garantizaba la continuación del sistema de la comunidad en caso falleciese uno de los dirigentes.
En 1638, los dominicos separaron a sus grandes doctrinas —que les representaban considerables ingresos económicos— en grupos centrados en sus seis conventos: Los conventos estaban en: la ciudad de Santiago de los Caballeros de Guatemala, Amatitlán, Verapaz, Sonsonate, San Salvador y Sacapulas. Específicamente en Sacapulas, la doctrina abarcaba los poblados de Sacapulas, Cunén, Nebaj, Santa Cruz del Quiché, San Andrés Sajcabajá, Zacualpa y Chichicastenango.

### Reformas borbónicas
En 1754, en virtud de una Real Cédula parte de las Reformas Borbónicas, todos los curatos de las órdenes regulares fueron traspasados al clero secular. En 1765 se publicaron las reformas borbónicas de la Corona española, que pretendían recuperar el poder real sobre las colonias y aumentar la recaudación fiscal. Con estas reformas se crearon los estancos para controlar la producción de las bebidas embriagantes, el tabaco, la pólvora, los naipes y el patio de gallos. La real hacienda subastaba el estanco anualmente y un particular lo compraba, convirtiéndose así en el dueño del monopolio de cierto producto. Ese mismo año se crearon cuatro subdelegaciones de la Real Hacienda en San Salvador, Ciudad Real, Comayagua y León y la estructura político administrativa de la Capitanía General de Guatemala cambió a quince provincias:

### Expulsión de los dominicos
Los criollos liberales quisieron eliminar el poder del clero regular y de los conservadores guatemaltecos; así, en 1829, tras el derrocamiento del gobernador conservador Mariano de Aycinena y Piñol y la derrota del Clan Aycinena en la guerra civil centroamericana, tanto los conservadores como las órdenes regulares de la Iglesia Católica —entre ellas la Orden de Predicadores— fueron expulsados de Centroamérica.

### Tras la Reforma Liberal
Luego de la Reforma Liberal de 1871, el presidente de facto provisiorio Miguel García Granados dispuso crear el departamento de Quiché para mejorar la administración territorial de la República dada la enorme extensión del territorio de Totonicapán y de Sololá. De esta cuenta, el 12 de agosto de 1872 San Andrés Joyabajá —como se le llamó entonces— pasó a formar parte del nuevo departamento de Quiché, junto con la nueva cabecera Santa Cruz del Quiché y Patzité, Lemoa, Chichicastenango, Chinic, Chiché, San Pedro Jocopilas, Joyabaj, Cunem, San Miguel Uspantán, Cotzal, Chujuyup, San Bartolo Jocotenango, Sacapulas, Nebaj, Chajul, Caniyá y Sacualpa.
San Andrés Sajcabajá fue establecido como municipio en 1892.

### Guerra civil de Guatemala
En su historia reciente, el municipio sufrió las consecuencias de la Guerra civil de Guatemala (1960-1996). La situación se puso particularmente difícil en los años 1981-1984, cuando el ejército guatemalteco estableció un destacamento militar en el antiguo convento dominico de la cabecera municipal e inició una campaña de represión contra la población civil, que se ha dado en llamar Genocidio guatemalteco.
A partir del 6 de noviembre de 1981, el destacamento militar fue ubicado en terrenos del convento dominico y del templo de la Iglesia católica; esta ocupación duró hasta 1984 cuando el destacamento se trasladó a otro lugar. Esta prolongada ocupación se debió al valor estratégico del poblado, ya que el municipio comunica el Altiplano central con el norte del departamento de Quiché, lo que lo convertía en una zona de paso para los correos de la guerrilla.
La profanación de los templos afectó las raíces espirituales de la población, al punto que cuando fueron desocupados por los militares y se tomaron valor para ingresar se horrorizaron de ver el templo usado letrina.  Los casos que documento la Comisión de Esclarecimiento Histórico incluyen detenciones, desapariciones y ejecuciones arbitrarias de pobladores que ocurrieronen el antiguo convento dominico.
En 1983, el administrador apostólico de la diócesis de El Quiché, Pablo Urizar, logró que la Iglesia Católica fuera recuperando las instalaciones religiosas que ya habían sido abandonadas por el ejército; las encontraron totalmente vacías y saqueadas de sus reliquias coloniales, y con muchas imágenes mutiladas, decapitadas o dañadas. Vecinos aseguraron que había varias zanjas que habían sido utilizadas para el castigo y la tortura de los detenidos, pero que fueron disfrazadas como letrinas cuando se retiraron los militares.
En diciembre de 1996, cuando se inició una construcción en una parte del terreno del convento se encontraron osamentas, y el sacerdote informó a la comunidad y al Ministerio Público; el 27 de enero de 1997, a raíz de ese hallazgo, la Coordinadora Nacional de Viudas de Guatemala (CONAVIGUA) presentó una denuncia formal ante el MP, para iniciar los procesos de exhumación que en el patio del convento y en el interior del templo católico. El juez segundo de primera instancia penal de Quiché, a solicitud del Ministerio Público, ordenó el 11 de abril el inicio de las exhumaciones.
Los trabajos de exhumación se realizaron entre el 23 y el 28 de abril y contaron con la presencia del juez de paz de San Andrés Sajcabajá y el fiscal auxiliar del Ministerio Público; los hallazgos, que corroboraban los señalamientos de los pobladores, las exhumaciones continuaron y en total, para el 6 de agosto de 1997 se habían exhumada veintiséis osamentas.

## Economía
Los principales productos agrícolas son maíz y frijoles, principalmente cultivados para el consumo propio. Hortalizas, como tomate, cebolla, repollo, y güisquil, son únicamente cultivadas en algunas comunidades con acceso a riego, y se vende en la plaza local.